# Viktor Frankl
Viktor Emil Frankl, född 26 mars 1905 i Wien, död 2 september 1997 i Wien, var en österrikisk neurolog och psykiatriker.

## Biografi
Frankl växte upp i Wien. Han sägs ha varit en mycket duktig student och akademiker och blev tidigt intresserad av psykiatri och psykologi. Som 16-åring började han att korrespondera med Sigmund Freud och vid ett tillfälle sände han honom ett av sina verk. År 1930 avlade han sin examen i medicin från universitetet i Wien och sattes att leda arbetet på sjukhusets avdelning för kvinnliga suicidala patienter. När tyskarna sedermera tog kontroll över Österrike, åtta år senare, satte nazisterna Frankl som chef för Rothschsjukhuset.
År 1942 gifte sig Frankl med sin första hustru, Tilly Grosser. Nio månader senare deporterades Frankl, hans hustru och hans föräldrar till Theresienstadt nära Prag. Frankl överlevde fyra koncentrationsläger inklusive Auschwitz i Polen mellan 1942 och 1945.
Under sin tid i koncentrationslägret förlorade han sin familj och hustru. Hans far Gabriel svalt ihjäl i Theresienstadt, hans bror Walter och mor Elsa mördades i gaskamrarna i Auschwitz, hans hustru Tilly dog i Bergen-Belsen.   Frankl hade gömda anteckningar under större delen av vistelsen; anteckningar som handlade om hans funderingar kring de olika överlevnadsmekanismer och psykologiska strategier som fångarna använde sig av.
Manuskriptet och tankarna från den tiden blev sedermera till logoterapin, en form av existentiell analys inom den humanistiska psykologin; en terapiform som Viktor Frankl är upphovsman till.
Logoterapi är den tredje Wienskolan i psykoterapi. Den första skolan är Sigmund Freuds psykoanalys, och den andra skolan är Alfred Adlers individuella psykologi. Frankl var elev av dessa traditioner innan hans tid i koncentrationslägren och han publicerade artiklar i Freuds och Adlers tidskrifter.
Frankls mest kända bok är Livet måste ha mening.